# Лунд, Пер
Пер Аксель Стиг Лунд (швед. Per Axel Stig Lundh; 4 апреля 1958, Хуфорс) — шведский гребец-байдарочник, выступал за сборную Швеции в первой половине 1980-х годов. Участник летних Олимпийских игр в Москве, бронзовый призёр чемпионата мира, многократный победитель и призёр регат национального значения.

## Биография
Пер Лунд родился 4 апреля 1958 года в коммуне Хуфорс лена Евлеборг. Увлёкшись греблей на байдарках и каноэ, проходил подготовку в местном одноимённом каноэ-клубе «Хуфорс».
Первого серьёзного успеха на взрослом международном уровне добился в возрасте двадцати двух лет в сезоне 1980 года, когда попал в основной состав шведской национальной сборной и благодаря череде удачных выступлений удостоился права защищать честь страны на летних Олимпийских играх в Москве. Стартовал здесь на дистанции 1000 метров в четырёхместном экипаже, куда также вошли гребцы Ларс-Эрик Муберг, Берндт Андерссон и Турбьёрн Торессон — на предварительном квалификационном этапе они финишировали третьими и смогли тем самым пробиться в финальную стадию гонки, однако в решающем финальном заезде шведский экипаж занял последнее девятое место, отстав от лидирующей команды из ГДР почти на семь секунд.
После московской Олимпиады Лунд остался в основном составе гребной команды Швеции и ещё в течение многих лет продолжал принимать участие в крупнейших международных регатах. Так, в 1985 году он побывал на чемпионате мира в бельгийском городе Мехелен, откуда привёз награду бронзового достоинства, выигранную в зачёте байдарок-четвёрок на дистанции 500 метров совместно с такими гребцами как Калле Сундквист, Пер-Инге Бенгтссон и Ларс-Эрик Муберг — в финале их обошли только экипажи из Восточной Германии и СССР. Вскоре по окончании этих соревнований Пер Лунд принял решение завершить карьеру профессионального спортсмена, уступив место в сборной молодым шведским гребцам.